# Рулева рубка
Рулева рубка e помещение на кораб, представляващо главен пост за управлението на плавателния съд.
От рулевата рубка се следи обстановката около кораба, управляват се неговото движение, маневриране и различните системи.

## Описание
Когато корабът се движи в рубката се намират рулевия и вахтения помощник на капитана или самия капитан. За да се осигури най-добър обзор рулевата рубка е разположена на най-високата част от надстройката. Рубката е оборудвана с илюминатори поне от три страни, челните задължително са снабдени с чистачки. Освен това там има и:
- прибори за управлението на кораба (такива, като щурвал, рулево управление, прекъсвачи на подрулевото устройство);
- прибори за осъществяване на контрол при изпълнение на различните маневри на кораба (например, тахометър, Индикатори на лага, курсоуказател);
- прибори за ориентиране на кораба и наблюдение на обстановката (компас, екрани, радиолокатор, указател, ехолот);
- прибори за мониторинг на състоянието на кораба (дъждомер, кренометър, индикатори на пожарната сигнализация);
- средства вътрешнокорабна и близка външна връзка.[1]

На несамоходните плавателни съдове в рулевата рубка се намира поста на рулевия и щурвала за управление на кораба. На съвременните плавателни съдове рубката обикновено е в едно помещение заедно с щурманската рубка (в такъв случай съвкупността образува т.нар. ходова рубка) с отделна зона за работа на управляващия съда, съоръжена с карти, навигационни уреди съобразена на работа по всяко време на денонощието.